# Ghioroc

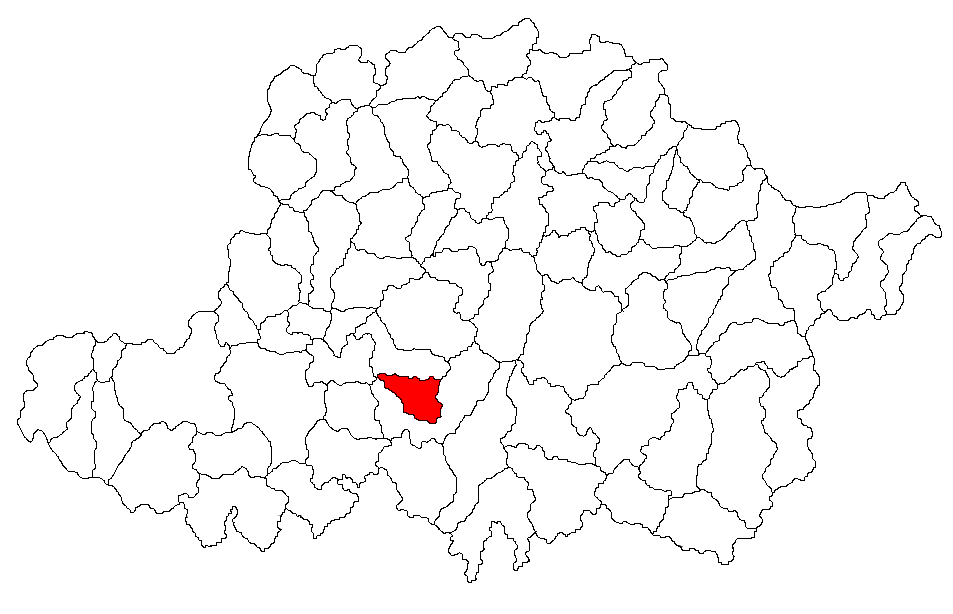
Lage der Gemeinde Ghioroc im Kreis Arad

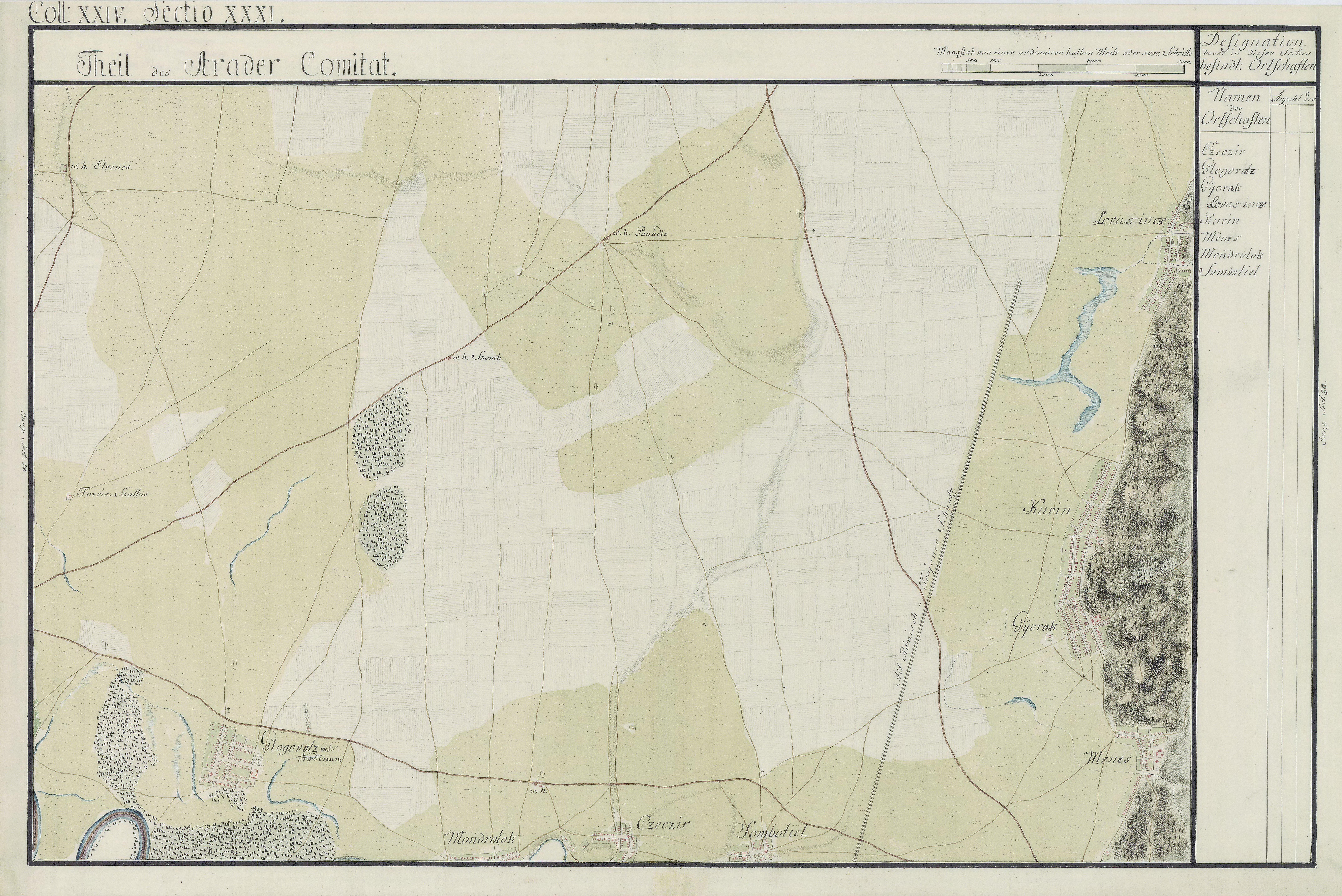
Ghioroc (Gÿorak) auf der Josephinischen Landaufnahme von 1782–1785.

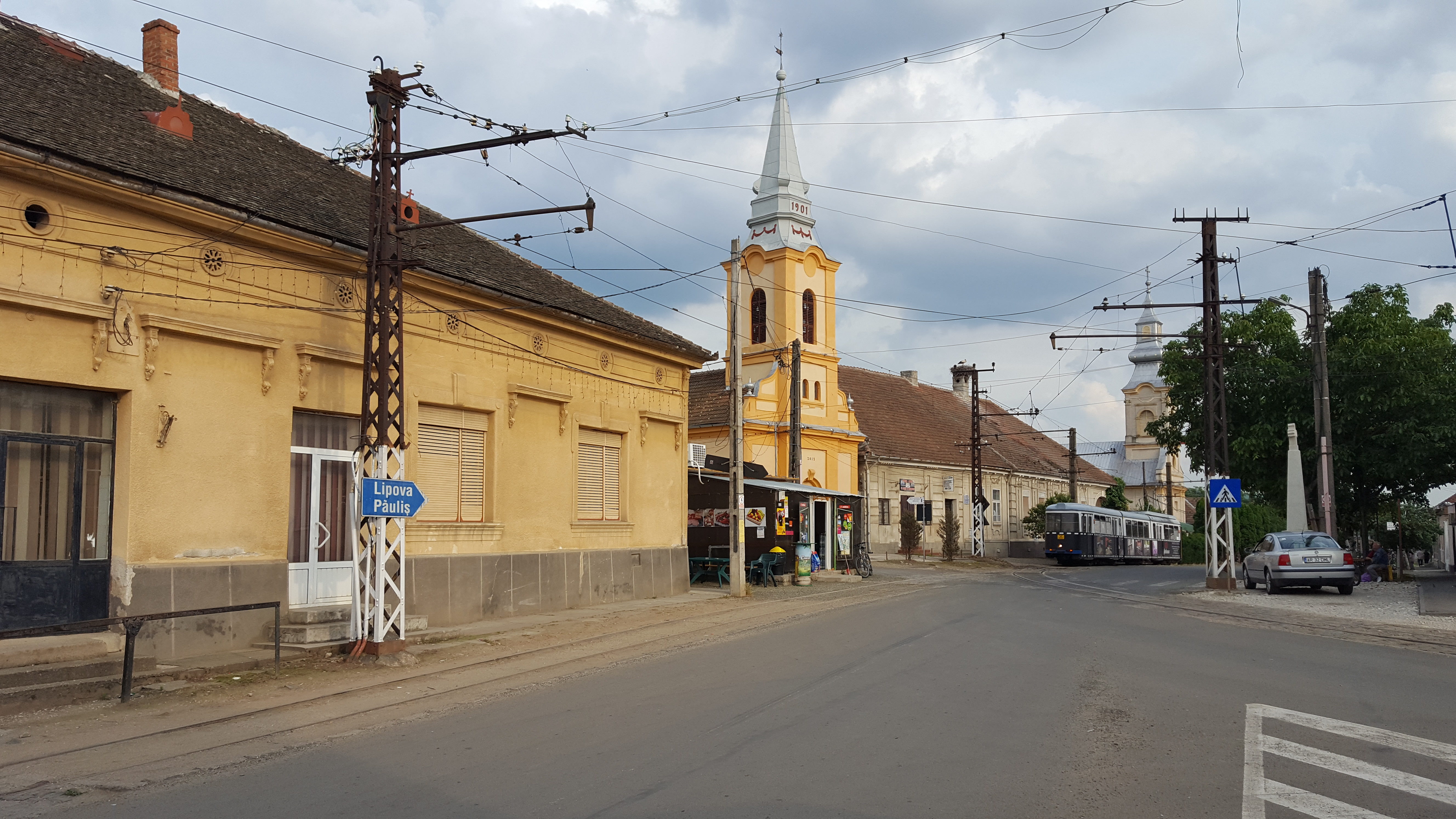
Ghioroc

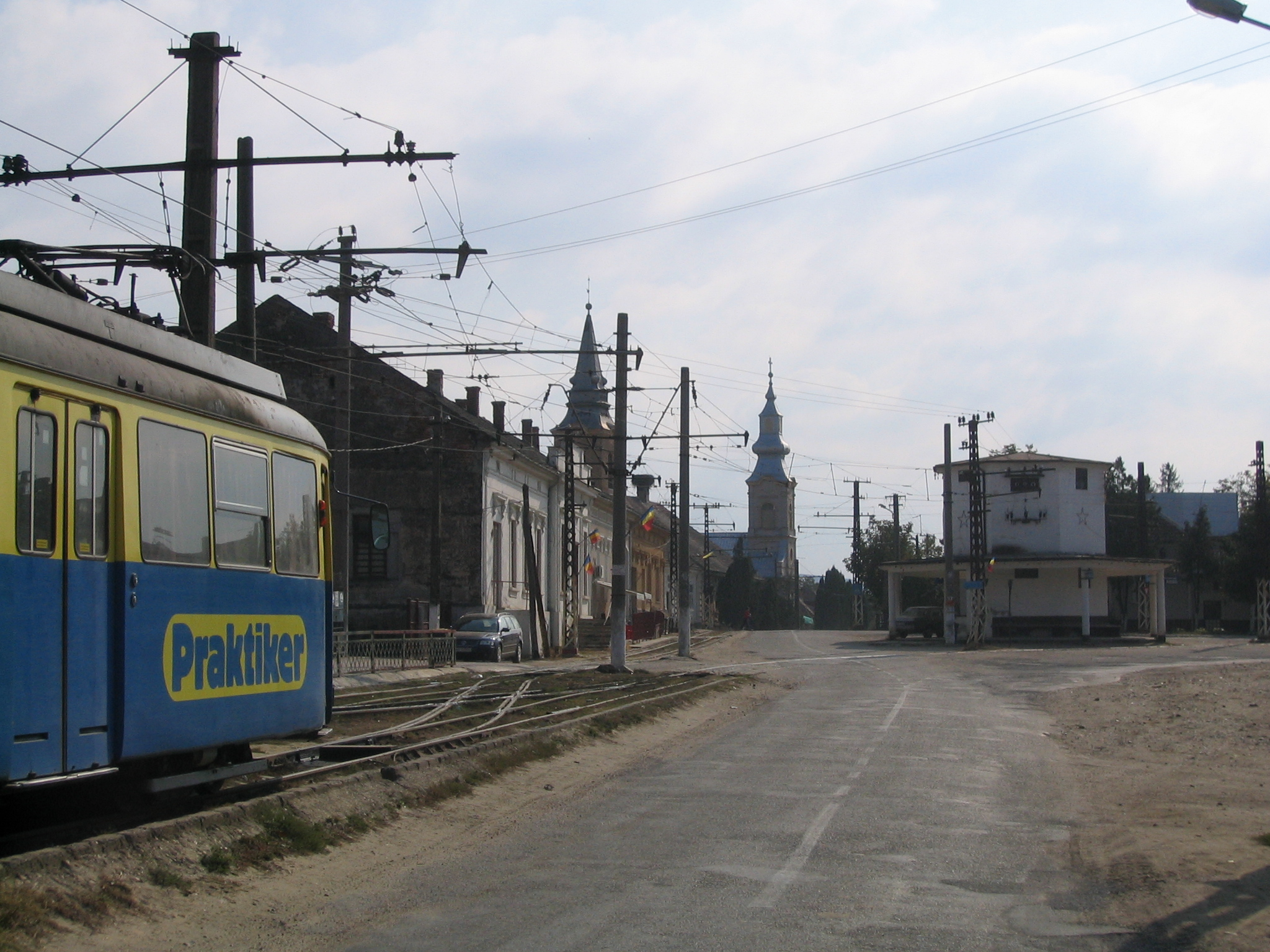
Endstation der Straßenbahnlinie Arad-Ghioroc

Ghioroc (deutsch Gjorok, ungarisch Gyorok) ist eine Gemeinde im Kreis Arad, im Kreischgebiet, im Westen Rumäniens. Zu der Gemeinde Ghioroc gehören auch die Dörfer Cuvin und Miniș.

## Geografische Lage
Ghioroc liegt am Fuße des Zărand-Gebirges, in 22 km Entfernung von der Kreishauptstadt Arad.

## Nachbarorte
| Horia        | Cuvin                                       | Zărand-Gebirge |
| Vladimirescu | Kompassrose, die auf Nachbargemeinden zeigt | Zărand-Gebirge |
| Sâmbăteni    | Miniș                                       | Cladova        |

## Geschichte
Ghioroc wurde 1135 erstmals urkundlich belegt.
Nach dem Frieden von Karlowitz (1699) kam Arad und das Maroscher Land unter österreichische Herrschaft, während das Banat südlich der Marosch bis zum Frieden von Passarowitz (1718) unter Türkenherrschaft verblieb.  
Auf der Josephinischen Landaufnahme von 1717 ist Gijorak eingetragen.
Infolge des Österreichisch-Ungarischen Ausgleichs (1867) wurde das Arader Land dem Königreich Ungarn innerhalb der Doppelmonarchie Österreich-Ungarn angegliedert. Die amtliche Ortsbezeichnung war Gyorok. Der Vertrag von Trianon am 4. Juni 1920 hatte die Grenzregulierung zur Folge, wodurch Ghioroc an das Königreich Rumänien fiel.
Die erste elektrifizierte Eisenbahn in Osteuropa „Săgeata Verde“ (deutsch: Grüner Pfeil) wurde 1913 in Ghioroc eingerichtet. Von ihr profitierten vor allem die Weinbauern der Umgebung, um ihre Ernte auf die Märkte von Arad zu bringen. Die Trasse hatte drei Strecken: Arad-Ghioroc, Ghioroc-Pâncota und Ghioroc-Radna. Um die Trasse zu finanzieren, wurde die „Anonyme Eisenbahn-Sozietät Arader Weinberge“ (rumänisch: Societatea Anonimă Calea Ferată Arad-Podgoria) gegründet. Heute besteht nur noch die Straßenbahnanbindung Arad-Ghioroc. 
Im Transportmuseum (rumänisch: Muzeul Transporturilor) von Ghioroc kann man eine Fahrt mit der Original-Bahn von 1913 „Săgeata Verde“ buchen, die heute grün gestrichen ist, ursprünglich jedoch grau war.
In Ghioroc gibt es eine moderne Winzerei und ein Weinmuseum. Ghioroc ist ebenso der Ausgangspunkt zu zahlreichen touristischen Trassen ins Zărand-Gebirge.

## Bevölkerungsentwicklung
| 1880 | 4046 | 3199 | 704  | 119 | 24  |
| 1910 | 5744 | 3575 | 2039 | 118 | 12  |
| 1930 | 4866 | 3329 | 1334 | 118 | 85  |
| 1977 | 4875 | 3726 | 1082 | 53  | 14  |
| 1992 | 4210 | 3333 | 812  | 37  | 28  |
| 2002 | 4065 | 3300 | 695  | 22  | 48  |
| 2021 | 3871 | 3142 | 388  | 14  | 327 |